# Washburn (guitares)

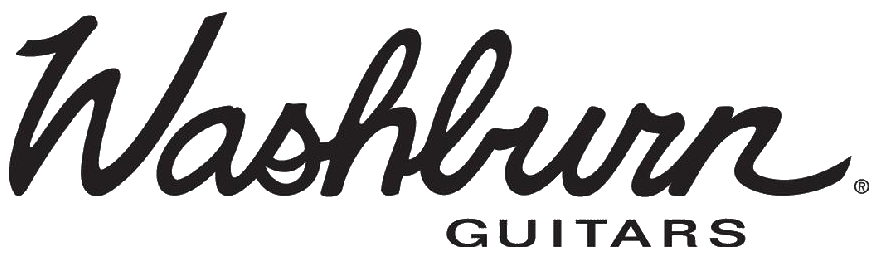
Logo Washburn

Washburn est un fabricant américain de guitares fondé en 1883 à Chicago.

## Guitaristes
L'une des premières guitares d'Eric Clapton était une Washburn Parlor. Il acheta celle-ci à 15 ans sur un marché de Kingston. La guitare l'avait intrigué à cause de sa forme et de la femme nue qui était peinte à l'arrière.
Grâce aux innovations réduisant l'effet Larsen apportées sur la série Festival, de nombreux artistes tels que Jimmy Page, George Harrison ou Bob Dylan choisirent ces guitares acoustiques pour leurs concerts.

## Galerie

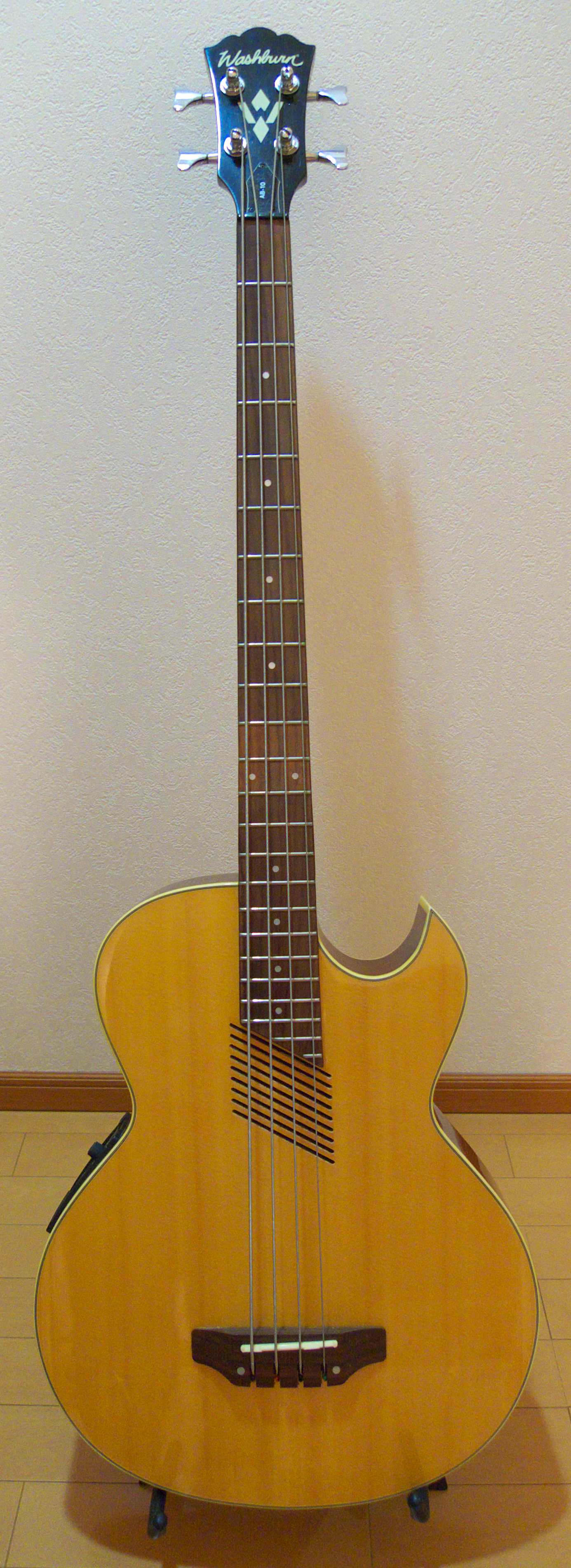
Guitare Washburn AB-10
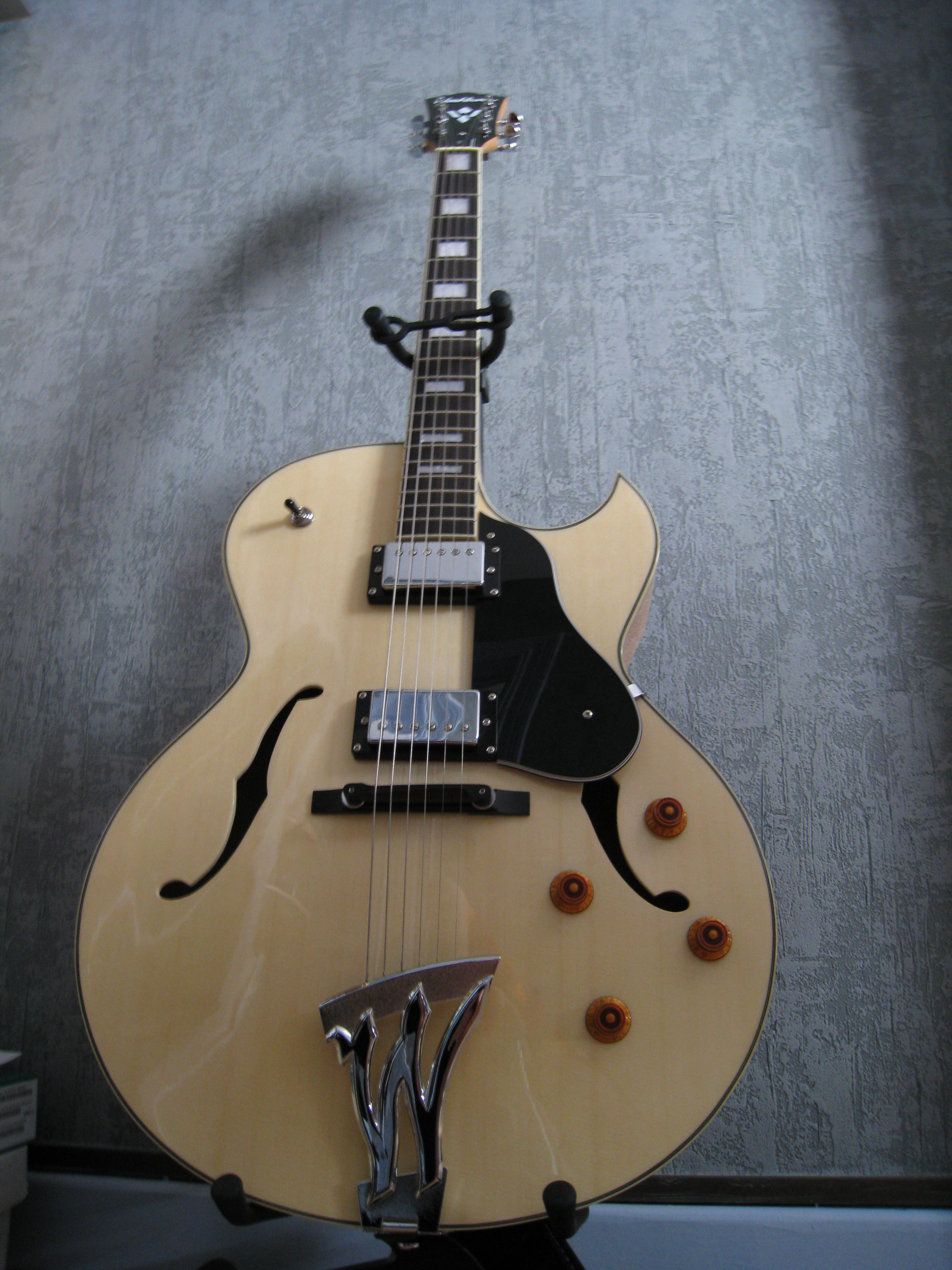
Guitare J3 Jazz
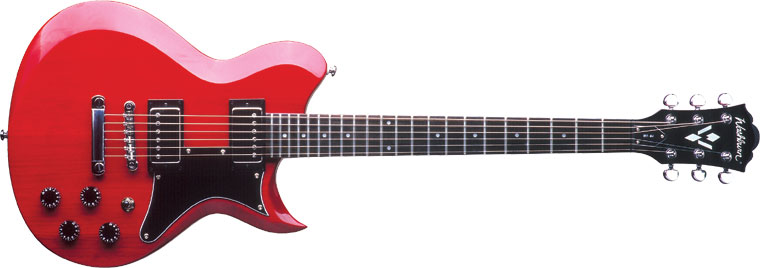
Guitare Idol WI64
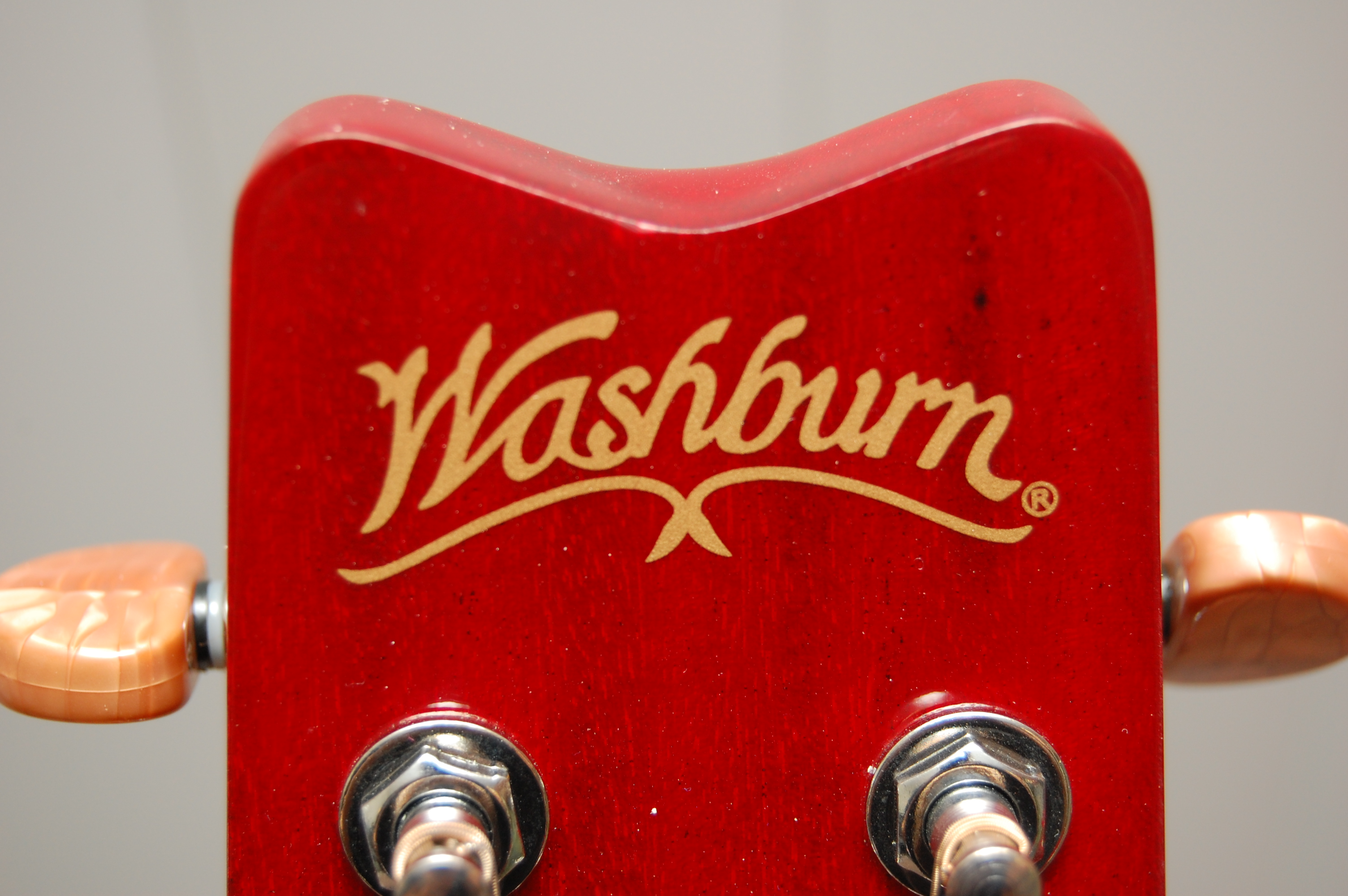
Détail